# لم لی یانگ

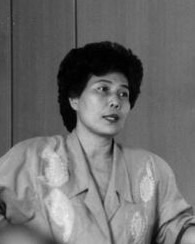
تصویری از لم لی یانگ

لم لی یانگ (به چینی: 蓝丽蓉) (زاده ۱۲ فوریه ۱۹۳۶ در سنگاپور) تاریخنگار و پژوهشگر تاریخ ریاضی اهل سنگاپور است.

## زندگی و کارنامه
لم در خانواده ای که در اصل تاجران چینی بودند در سنگاپور زاده شد. او تحصیلاتش را در دانشگاه ملی سنگاپور آغاز کرد سپس به دانشگاه کمبریج رفت و پس از آن دوباره با بازگشت به سنگاپور به تدریس در دانشگاه ملی سنگاپور پرداخت و در سال ۱۹۶۶ در همانجا درجه دکترا را دریافت کرد و سپس به عنوان استاد به کار گماشته شد. وی در سال ۱۹۹۶ بازنشسته شد.
زمینه پژوهشی لم بیشتر تاریخ ریاضیات در چین است و او در این زمینه یکی از مطلعترین پژوهشگران شناخته می‌شود.
از ۱۹۷۴ تا ۱۹۹۰ جزو ناشران مجله هیستوریا ماتماتیکا بود و همچنین دارای عضویت آکادمی جهانی تاریخ ریاضیات است. لم در سال ۲۰۰۱ جایزه کنت ا. می را برای پژوهشهایش دریافت کرد.

## آثار
- Zhang Qiujian Suanjing (1997) "(The Mathematical Classic of Zhang Qiujian): An Overview", Archive for History of Exact Sciences, vol. 50: pp. 201–240.
- Lam Lay Yong, Ang Tian Se (2004) Fleeting Footsteps. Tracing the Conception of Arithmetic and Algebra in Ancient China, Revised Edition, World Scientific, Singapore.
- Lam Lay Yong (1977) A Critical Study of the Yang Hui suan fa, NUS Press.
- Lam Lay Yong, "A Chinese Genesis, Rewriting the history of our numeral system", Archive for History of Exact Science 38: 101–108.